# Tivadar Puskás
Tivadar Puskás (n. 17 septembrie 1844, Pesta, Regatul Ungariei – d. 16 martie 1893, Budapesta, Austro-Ungaria) a fost un inventator maghiar de origine secuiască ce a realizat prima centrală telefonică din lume în anul 1877, fiind construită de către Bell Telephone Company în Boston.
Thomas Alva Edison a afirmat că ideea îi aparține lui Puskás.
De asemenea, acesta a fondat la Budapesta Telefon Hírmondó⁠(en)[traduceți], primul ziar telefonic din Ungaria și unul dintre primele din lume, ce a intrat în funcțiune în anul 1893.